# Берёзовка 2-я (Саратовская область)
Берёзовка 2-я — село в Петровском районе Саратовской области, входит в состав сельского поселения Синеньское муниципальное образование.

## География
Находится на расстоянии примерно 13 километров по прямой на восток от районного центра города Петровск.

## История
Официальная дата основания 1865 год. Названо по речке В 1859 году 29 дворов и 200 жителей, в 1884 – 247 жителей.

## Население
Постоянное население составило 157 человек (русские 69%) в 2002 году, 113 в 2010.